# Ожехув (Мазовецьке воєводство)
Ожехув (пол. Orzechów) — село в Польщі, у гміні Вежбно Венґровського повіту Мазовецького воєводства.
Населення — 55 осіб (2011).
У 1975-1998 роках село належало до Седлецького воєводства.

## Демографія
Демографічна структура станом на 31 березня 2011 року:
|          | Загалом | Допрацездатний вік | Працездатний вік | Постпрацездатний вік |
| -------- | ------- | ------------------ | ---------------- | -------------------- |
| Чоловіки | 34      | 3                  | 25               | 6                    |
| Жінки    | 21      | 1                  | 12               | 8                    |
| Разом    | 55      | 4                  | 37               | 14                   |